# 強化裂變武器

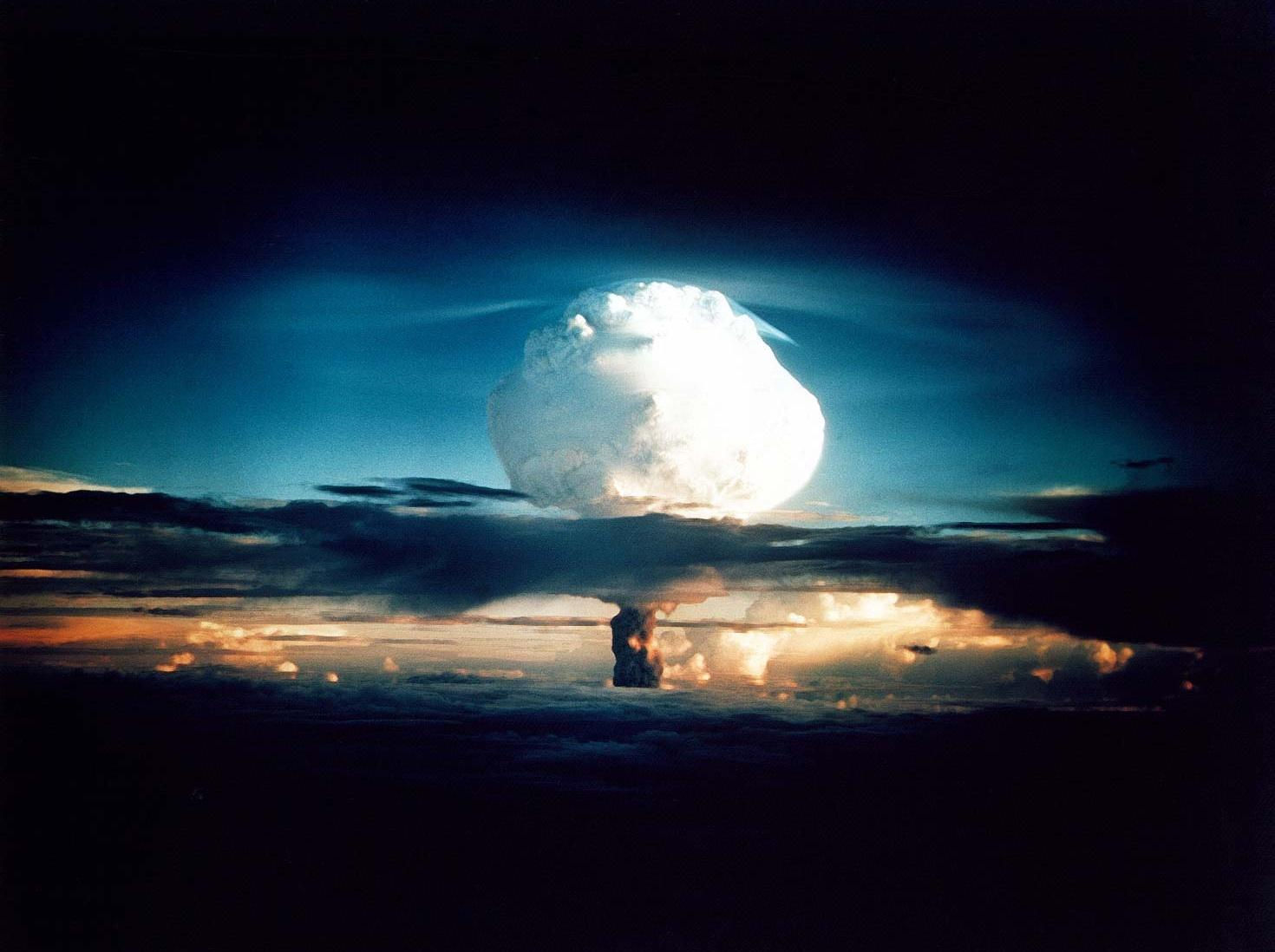
常春藤麥克核試驗

強化裂變武器（英語：Boosted fission weapon）通常是指一種使用少量核融合材料以增加裂變材料的裂變速率和爆炸當量的核武器。在核融合期間釋放的中子，參與核裂變過程，使更多的裂變材料進行裂變。讓彈芯在爆炸解體前，有更多的裂變材料在上述的過程中發生裂變，裂變材料的裂變率因而能夠大大提升。核聚變（核融合）過程自身只增加了很少的能量，大約1%。
強化裂變武器的一種含義是一種過時的單段式核武器，它使用大規模熱核融合來產生快中子，導致貧鈾發生裂變，但它不是二段式熱核武器。這類型的核武器被愛德華·泰勒稱為"Alarm Clock"，而安德烈·德米特里耶維奇·沙哈諾夫稱為"Sloika"或"Layer Cake"（據了解，他們倆是獨立發展強化裂變武器的）。

## 發展
強化裂變武器的計劃起初在1947年末和1949年末，洛斯阿拉莫斯國家實驗室提出的。強化裂變武器的主要益處是可以進一步將核武器小型化，因為它在臨界質量（爆炸）導致自身解體前，給快中子提供一個突然的湧集，減少超臨界爆炸所需的最小慣性約束時間。這取消了鋁填層（英語: aluminum pusher）和鈾包覆融合芯（英語: uranium tamper）的需要，以及將它們和裂變材料擠壓至超臨界狀態所需的炸藥。雖然笨重的胖子原子彈的直徑為5英尺（1.5m）並需要3噸重的高爆炸藥作內爆之用，但可以在小型核彈頭（例如W88）上安裝強化裂變基本組件，以啟動次級核彈（該核武器由兩種核彈組成，分為初級和次級）。

## 現代核武器中的氣體強化
在裂變彈中，常規炸藥爆炸，快速地將裂變材料「組裝」在一起，以達到超臨界質量。在這個狀態中，裂變材料的原子核會發生裂變，釋出中子，這些中子亦會導致其他原子核發生裂變，也會釋出中子，導致鏈式反應。在炸彈爆炸解體前，這反應最多消耗20%的核燃料，在不在理想條件的情況下，它的效率也可能會更低，如小男孩原子彈（槍式設計）和胖子原子彈（內爆式設計），其效率分別僅為1.38%和13%。
強化裂變武器利用氚氣和氘氣來實現其目的。在某些情況下也使用了固體氚化-氘化鋰，但氣體的靈活性更高（可在存儲在外部），氣體可注入至球形的裂變材料中央的中空空腔中，或注入至外層與「懸浮」（levitated）內芯之間。當有1%的裂變材料發生裂變時，其產生的溫度足以發生核融合/熱核融合（英語: thermonuclear fusion），熱核融合會產生大量的中子，加快最後階段的鏈式反應，約使其效率上升一倍。
氘-氚融合產生的中子攜有很大的能量，是核裂變產生的平均中子能量的7倍，會使裂變材料更有可能發生中子捕獲，並導致其發生裂變。這是由於以下的幾個原因:
1. 當攜有很大的能量中子轟擊裂變材料的原子核時，更多的次級中子會在裂變過程中釋放。（如鈈-239裂變產生的平均中子數4.6 vs 2.9 ）
2. 裂變截面在散射截面和捕獲截面成正比的情況下更大。

綜合以上條件，在鈈（密度為19.8 g/cm3）中氘-氚融合產生的中子的最大值，大約是平均裂變中子能量的8倍。（2.5×109 vs 3×108）
聚變增強（英語: Fusion boosting）的潛在貢獻可以通過觀察核聚變來感知，1摩爾氚（3克重）和1摩爾氘（2克重）完全聚變會產生1摩爾中子（1克重）（忽略逃逸損失和散射的中子），1摩爾中子可以直接使1摩爾鈈（239克重）直接裂變，並產生4.6摩爾的次級中子，這些次級中子可以使另外4.6摩爾鈈（1,099克重）裂變。這1,338克的鈈在頭兩次裂變會釋放相等於23千噸TNT爆炸的能量（97 TJ），對於含有4.5公斤鈈的炸彈（典型的小型裂變觸發器，英語: Small fission trigger），其自身效率為29.7%。5克的聚變燃料聚變所釋放的能量只是1,338克鈈裂變的1.73%。因為鏈式反應可以在聚變增強和頭兩次裂變後繼續進行，所以有可能達到更高的爆炸當量與效率。
大多數現代核武器都是聚變強化裂變武器（英語: Fusion-boosted fission bombs）。
聚變反應進度通常在2-3千萬開爾文時變得重要。當少於1%的裂變材料發生裂變（相等於數百噸TNT的爆炸當量）時，以非常低的效率達到此溫度。即使中子在臨界狀態下存在，內爆式武器的設計仍可以達到以上的爆炸當量，因此聚變增強設計使可製造不受預爆影響的高效武器。消除預爆的風險是使用聚變強化一個非常重要的優點。現時，美國軍械庫中的每一種武器都是聚變增強設計。
根據其中一個武器設計者所說，自1945年以來，裂變武器的效率顯著提高了100倍，這主要歸功於聚變增強設計。

## 早期非分段熱核武器設計
早期的熱核武器設計，如Joe-4，蘇聯"Layer Cake" （"Sloika", 俄文: Слойка），使用大量的聚變材料，以誘導貧鈾中的鈾-238原子發生裂變。這武器的彈芯由可裂變物質組成，它被一層氘化鋰-6包圍，而又被一層貧鈾包圍。一些設計（包括layer cake）有幾層交替的氘化鋰-6和貧鈾層。蘇聯layer cake；沒有製造的美國Alarm Clock（鬧鐘）設計；製造了，但沒有進行試驗的英國Green Bamboo設計相似。
當這類核武器爆炸時，高濃縮鈾或高濃縮鈈的彈芯發生裂變，產生中子，有些會逃逸，有些會轟擊鋰-6的原子，產生氚。在彈芯內，裂變材料裂變所產生的溫度下，氚與氘可以在沒有高壓（如太陽內的壓力）的情況下進行熱核融合。氚和氘融合會產生14MeV的中子，這遠比鏈式反應開始時1MeV的中子高。這過程產生高能中子，而不是能量（雖然都有能量釋放，但這不是主要目的，且相較於核裂變，聚變釋放的能量較少），高能中子才是聚變增強的主要目的。這14MeV的中子轟擊鈾-238的原子核，會導致其裂變；在沒有熱核融合產生高能中子的情況下，鏈式反應開始時1MeV的中子轟擊鈾-238原子核，很大可能只是被吸收，而不是裂變。這個裂變反應也會釋放能量和中子，使原本的鋰-6中產生更多氚，依此類推，形成一個持續的循環。鈾-238裂變所釋放的能量在核武器中十分有用，因為貧鈾的遠比高濃縮鈾便宜，加上鈾-238在沒有被高能中子的轟擊或變成鈈-239前並不是可裂變物質，所以不會達到臨界狀態，因此不大可能造成災難性事故。
這類型的熱核武器有20%的能量是來自核融合，其餘的來自核裂變，這限制它們的爆炸當量在100萬噸 （4 PJ）之下。Joe-4的爆炸當量為400千噸 （1.7PJ）。相比之下，一枚「真正」的氫彈，97%的能量是來自核融合，其爆炸當量僅受核彈大小的限制。

## 氣體強化核武器的維護
氚是一種放射性同位素，其半衰期為12.355年。它的主要衰變產物是氦-3，氦-3是其中一種中子俘獲截面最大的核素。因此，該武器需要定期更換氚和清除氦-3。因為任何在該武器氚源中的氦-3是中子毒物，它會吸收可能與裂變材料的原子核撞擊的中子。
氚的生產相對較貴，因為每一個氚核（氚的原子核）的產生需要至少1顆自由中子轟擊原材料（鋰-6，氘或氦-3）。實際上，中子會在過程中逃逸、損失或未能成功撞擊，每個氚核都需要約2顆自由中子（加上氚會立刻開始衰變，所以氚會在生產設施收集、儲存、運輸到武器的過程期間損失）。自由中子的產生需要專門生產氚的中子增殖反應堆或粒子加速器（帶有散裂標靶，英語: Spallation target）等設施。